# Myrcia oligostemon
Myrcia oligostemon là một loài thực vật có hoa trong Họ Đào kim nương. Loài này được (Urb.) Alain mô tả khoa học đầu tiên năm 1971.